# Maxime Lopez
Maxime Baila Lopez (AFI: [ˈma.ksi.me ˈlopeθ]; Marsiglia, 4 dicembre 1997) è un calciatore francese di origini spagnole e algerine, centrocampista del Paris FC.

## Biografia
Ha un fratello maggiore, Julien, anch'egli calciatore.

## Caratteristiche tecniche
Di ruolo centrocampista centrale, che all'occorrenza può giocare anche dietro le punte, è dotato di ottima agilità ed una visione di gioco ad ampio raggio. Talvolta viene paragonato all'ex calciatore francese Samir Nasri, per via delle simili doti, nonostante la disapprovazione di quest'ultimo.

## Carriera

### Club

#### Esordi e Olympique Marsiglia
Prodotto del settore giovanile del Olympique Marsiglia (in cui entra nel 2010, proveniente dal F.C. Burel), gioca a livello Under-19 anche la UEFA Youth League, poi, il 12 luglio 2014, firma il primo contratto professionistico con il club marsigliese. 
Il 21 agosto 2016 esordisce in prima squadra, nella partita di Ligue 1 persa sul campo del Guingamp per 2-1, subentrando a Bouna Sarr e fornendo l'assist per il gol di Florian Thauvin. Il 30 ottobre debutta da titolare, nella partita pareggiata per 0-0 in casa contro il Bordeaux. Il 10 dicembre realizza la prima rete con l'Olympique Marsiglia, nella vittoria per 2-1 sul campo del Digione; qualche settimana dopo viene nominato giocatore del mese della Ligue 1. Il 30 aprile 2017 segna una doppietta nella vittoria per 5–1 in campionato contro il Caen, divenendo il più giovane autore di una doppietta in Ligue 1 con il club nei trent'anni precedenti. Chiude la stagione d'esordio con i marsigliesi con 35 presenze e 3 reti in tutte le competizioni.
Perso il posto da titolare nelle prime partite della stagione seguente, conclude l'annata 2017-2018 con una sola rete segnata, il suo primo gol in una coppa europea, quello realizzato nella vittoria per 2-1 contro il Vitória Guimarães in UEFA Europa League. Impiegato con regolarità soprattutto in Europa League, gioca anche, da subentrante, la finale, persa per 3-0 contro l'Atlético Madrid. Nella stagione 2018-2019 raggiunge le 100 presenze con il club marsigliese.

#### Sassuolo e prestito alla Fiorentina
Il 5 ottobre 2020 viene acquistato in prestito dal Sassuolo, in Serie A. Esordisce nella massima serie italiana il 18 ottobre successivo, in occasione del successo esterno in casa del Bologna (3-4). Il 1º novembre 2020 segna il primo gol in Serie A, nella vittoria esterna per 2-0 contro il Napoli.
Nella sua seconda stagione con il Sassuolo si rivela decisivo il 27 ottobre 2021, segnando il gol del primo successo del club emiliano in casa della Juventus (1-2).
Dopo aver disputato le prime due gare della stagione 2023-2024 col Sassuolo, Il 1º settembre 2023 Lopez passa alla Fiorentina, sempre in Serie A, in prestito con diritto di riscatto. Dopo aver scontato due giornate di squalifica per espulsione diretta in Napoli-Sassuolo, esordisce in viola il 21 settembre nella sfida di Conference League in casa del Genk; proprio nella suddetta competizione, il 26 ottobre successivo, segna la sua prima rete in maglia viola, siglando l'ultimo gol della vittoria per 6-0 sul Čukarički. Lascia ufficialmente la Fiorentina al termine della stagione 2023-2024, in seguito al mancato esercizio dell'opzione di riscatto del suo cartellino. Tornato ai neroverdi, retrocessi in Serie B, non riesce a trovare spazio e conclude la sua esperienza dopo 101 presenze e 4 reti.

#### Paris FC
Il 29 agosto 2024 viene ceduto a titolo definitivo al Paris FC, con cui sottoscrive un accordo triennale valido fino al 30 giugno 2027, dove trova suo fratello Julien.

## Statistiche

### Presenze e reti nei club
Statistiche aggiornate al 3 gennaio 2025.
| Stagione            | Squadra             | Campionato          | Campionato | Campionato | Coppe nazionali | Coppe nazionali | Coppe nazionali | Coppe continentali | Coppe continentali | Coppe continentali | Altre coppe | Altre coppe | Altre coppe | Totale | Totale |
| Stagione            | Squadra             | Comp                | Pres       | Reti       | Comp            | Pres            | Reti            | Comp               | Pres               | Reti               | Comp        | Pres        | Reti        | Pres   | Reti   |
| ------------------- | ------------------- | ------------------- | ---------- | ---------- | --------------- | --------------- | --------------- | ------------------ | ------------------ | ------------------ | ----------- | ----------- | ----------- | ------ | ------ |
| 2016-2017           | O. Marsiglia        | L1                  | 30         | 3          | CF+CdL          | 3+2             | 0               | -                  | -                  | -                  | -           | -           | -           | 35     | 3      |
| 2017-2018           | O. Marsiglia        | L1                  | 24         | 0          | CF+CdL          | 0+4             | 0               | UEL                | 17                 | 1                  | -           | -           | -           | 45     | 1      |
| 2018-2019           | O. Marsiglia        | L1                  | 32         | 1          | CF+CdL          | 1+1             | 0               | UEL                | 5                  | 0                  | -           | -           | -           | 39     | 1      |
| 2019-2020           | O. Marsiglia        | L1                  | 23         | 0          | CF+CdL          | 4+0             | 0               | -                  | -                  | -                  | -           | -           | -           | 27     | 0      |
| ago.-ott. 2020      | O. Marsiglia        | L1                  | 4          | 0          | CF              | 0               | 0               | UCL                | 0                  | 0                  | -           | -           | -           | 4      | 0      |
| Totale O. Marsiglia | Totale O. Marsiglia | Totale O. Marsiglia | 113        | 4          |                 | 15              | 0               |                    | 22                 | 1                  |             | -           | -           | 150    | 5      |
| ott. 2020-2021      | Sassuolo            | A                   | 29         | 2          | CI              | 1               | 0               | -                  | -                  | -                  | -           | -           | -           | 30     | 2      |
| 2021-2022           | Sassuolo            | A                   | 35         | 2          | CI              | 2               | 0               | -                  | -                  | -                  | -           | -           | -           | 37     | 2      |
| 2022-2023           | Sassuolo            | A                   | 30         | 0          | CI              | 1               | 0               | -                  | -                  | -                  | -           | -           | -           | 31     | 0      |
| ago.-set. 2023      | Sassuolo            | A                   | 2          | 0          | CI              | 1               | 0               | -                  | -                  | -                  | -           | -           | -           | 3      | 0      |
| Totale Sassuolo     | Totale Sassuolo     | Totale Sassuolo     | 96         | 4          |                 | 5               | 0               |                    | -                  | -                  |             | -           | -           | 101    | 4      |
| set. 2023-2024      | Fiorentina          | A                   | 19         | 0          | CI              | 3               | 0               | UECL               | 10                 | 1                  | -           | -           | -           | 32     | 1      |
| 2024-2025           | Paris FC            | L2                  | 12         | 2          | CF              | 1               | 0               | -                  | -                  | -                  | -           | -           | -           | 13     | 2      |
| Totale carriera     | Totale carriera     | Totale carriera     | 240        | 10         |                 | 24              | 0               |                    | 32                 | 2                  |             | -           | -           | 296    | 12     |